# Tatiana Golovin
Tatiana Grigorijevna Golovin (Russisch: Татья́на Григóрьевна Головина́) (Moskou, 25 januari 1988) is een in Rusland geboren voormalig tennisspeelster uit Frankrijk.
Golovin werd geboren in Moskou, maar verhuisde al op jonge leeftijd met haar ouders naar Parijs, waar ze een Frans paspoort kreeg. Toen bekend werd dat ze over een enorme dosis tennistalent beschikte, bracht ze zes jaar door op de tennisacademie van Nick Bolletieri in Bradenton, Florida in de Verenigde Staten. Hierdoor spreekt ze vloeiend Engels.
In 2004 won Tati samen met Richard Gasquet het gemengd dubbelspeltoernooi van Roland Garros – in de finale versloegen zij de Zimbabwaanse zus en broer Cara en Wayne Black. Individueel wist ze twee toernooien in het enkelspel te winnen. Daarnaast bereikte zij vijf keer een finale die uiteindelijk werd verloren.
Haar beste resultaat op de grandslamtoernooien bij het enkelspel is het bereiken van de kwartfinale, op de US Open 2006 – zij verloor toen van Maria Sjarapova, die daarna het toernooi zou gaan winnen. Haar hoogste notering op de WTA-ranglijst is de twaalfde plaats, die zij bereikte in februari 2008.
In mei 2008 moest ze wegens chronische rugproblemen een punt achter haar tenniscarrière zetten. Ze ging nadien aan de slag als co-commentator voor de Franse televisie. In 2009 was ze te bewonderen in de Swimsuit Edition van Sports Illustrated, samen met tennisspeelsters Daniela Hantuchová en Maria Kirilenko. Ze werd toen ook de vriendin van voetballer Samir Nasri.

## Posities op deWTA-ranglijst
Positie per einde seizoen:
| jaartal | ranking enkelspel | ranking dubbelspel |
| ------- | ----------------- | ------------------ |
| 2008    | 251               | –                  |
| 2007    | 13                | 126                |
| 2006    | 22                | 124                |
| 2005    | 24                | 278                |
| 2004    | 27                | 120                |
| 2003    | 345               | 788                |
| 2002    | 375               | 392                |

## Palmares
| Legenda                |
| ---------------------- |
| Grandslamtoernooi      |
| Olympische Spelen      |
| Year-End Championships |
| Tier I                 |
| Tier II                |
| Tier III               |
| Tier IV & V            |

### WTA-finaleplaatsen enkelspel
| nr.              | finaledatum | toernooi          | ondergrond    | tegenstandster     | score          |         |
| ---------------- | ----------- | ----------------- | ------------- | ------------------ | -------------- | ------- |
| Gewonnen finales |             |                   |               |                    |                |         |
| 1.               | 2007-04-08  | WTA Amelia Island | gravel        | Nadja Petrova      | 6-2, 6-1       | details |
| 2.               | 2007-09-23  | WTA Portorož      | hardcourt     | Katarina Srebotnik | 2-6, 6-4, 6-4  | details |
| Verloren finales |             |                   |               |                    |                |         |
| 1.               | 2004-06-13  | WTA Birmingham    | gras          | Maria Sjarapova    | 6-4, 2-6, 1-6  | details |
| 2.               | 2005-10-09  | WTA Japan (Tokio) | hardcourt     | Nicole Vaidišová   | 6-7, 2-3, opg. | details |
| 3.               | 2006-10-08  | WTA Stuttgart     | hardcourt (i) | Nadja Petrova      | 3-6, 6-7       | details |
| 4.               | 2007-10-07  | WTA Stuttgart     | hardcourt (i) | Justine Henin      | 6-2, 2-6, 1-6  | details |
| 5.               | 2007-10-21  | WTA Zürich        | hardcourt (i) | Justine Henin      | 4-6, 4-6       | details |

### WTA-finaleplaatsen vrouwendubbelspel
Geen.

### WTA-finaleplaatsen gemengd dubbelspel
| nr.              | finaledatum | toernooi      | ondergrond | partner         | tegenstanders          | score    |         |
| ---------------- | ----------- | ------------- | ---------- | --------------- | ---------------------- | -------- | ------- |
| Gewonnen finales |             |               |            |                 |                        |          |         |
| 1.               | 2004-06-06  | Roland Garros | gravel     | Richard Gasquet | Cara Black Wayne Black | 6-3, 6-4 | details |
| Verloren finales |             |               |            |                 |                        |          |         |
| Geen.            |             |               |            |                 |                        |          |         |

## Prestatietabel grandslamtoernooien
| Legenda | Legenda                          |
| ------- | -------------------------------- |
| g.t.    | geen toernooi gehouden           |
| l.c.    | lagere categorie                 |
| –       | niet deelgenomen                 |
| G       | uitgeschakeld in de groepsfase   |
| 1R      | uitgeschakeld in de eerste ronde |
| 2R      | uitgeschakeld in de tweede ronde |
| 3R      | uitgeschakeld in de derde ronde  |
| 4R      | uitgeschakeld in de vierde ronde |
| KF      | uitgeschakeld in de kwartfinale  |
| HF      | uitgeschakeld in de halve finale |
| F       | de finale verloren               |
| W       | het toernooi gewonnen            |
| w-v     | winst/verlies-balans             |

### Enkelspel
| Toernooi        | 2003 | 2004 | 2005 | 2006 | 2007 | 2008 | w-v |
| --------------- | ---- | ---- | ---- | ---- | ---- | ---- | --- |
| Australian Open | –    | 4R   | 2R   | 1R   | 3R   | 2R   | 7-5 |
| Roland Garros   | 1R   | 1R   | 3R   | 1R   | –    | –    | 2-4 |
| Wimbledon       | –    | 4R   | 1R   | 2R   | 2R   | –    | 5-4 |
| US Open         | –    | 3R   | 3R   | KF   | 1R   | –    | 8-4 |

### Vrouwendubbelspel
| Toernooi        | 2002 | 2003 | 2004 | 2005 | 2006 | 2007 | w-v |
| --------------- | ---- | ---- | ---- | ---- | ---- | ---- | --- |
| Australian Open | –    | –    | –    | –    | 2R   | 1R   | 1-2 |
| Roland Garros   | 1R   | 1R   | –    | 1R   | –    | –    | 0-3 |
| Wimbledon       | –    | –    | 3R   | –    | –    | –    | 2-1 |
| US Open         | –    | –    | –    | 1R   | 2R   | –    | 1-2 |

### Gemengd dubbelspel
| Toernooi        | 2002 | 2003 | 2004 | 2005 |    | 2007 | w-v |
| --------------- | ---- | ---- | ---- | ---- | -- | ---- | --- |
| Australian Open | –    | –    | –    | –    | –  | 0-0  |     |
| Roland Garros   | 1R   | 1R   | W    | –    | –  | 5-2  |     |
| Wimbledon       | –    | –    | –    | –    | –  | 0-0  |     |
| US Open         | –    | –    | –    | 1R   | 2R | 1-2  |     |